# Heutelia

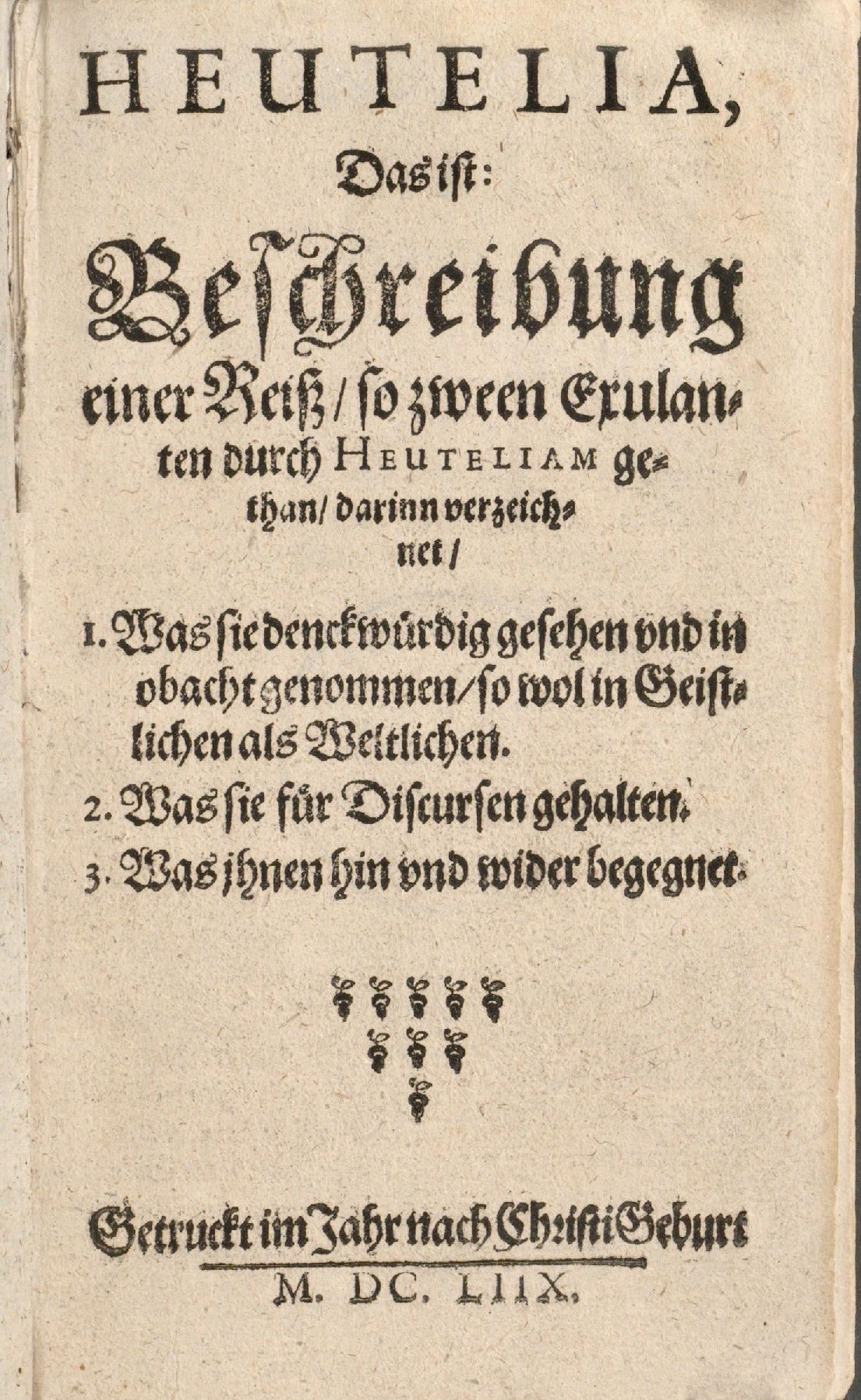
Typographisches Titelblatt der Erstausgabe der "Heutelia", 1658

Heutelia (Anagramm von Helvetia, indem -u- als -v- gelesen wird) ist ein anonymer Erlebnisbericht von zwei Flüchtlingen in der Eidgenossenschaft im Dreißigjährigen Krieg um 1638. Das Buch wurde mit seinen satirischen Kommentaren ohne Verfasser- und Druckernamen 1658 gedruckt mit dem angeblichen Druckort «Lutetiae» (Paris), vielleicht in Ulm. Der Historiker Walter Weigum hat das Buch 1969 als historisch-kritische Ausgabe neu herausgegeben. Es handelt sich um die bedeutendste Quelle zur Kulturgeschichte der Schweiz im 17. Jahrhundert.

## Die Reise
Zwei Protestanten aus der im Krieg verwüsteten Pfalz und Süddeutschland reisen durch die Eidgenossenschaft, von Schaffhausen über Zürich durch den damals bernischen Aargau ins Luzernische, und von dort weiter über Bern durch die Westschweiz nach Genf.

## Die Verfasserfrage
Der Schweizer Historiker Walter Weigum (1908–2004) hat 1945 plausibel gemacht, dass es sich beim Verfasser um Hans Franz Veiras (um 1576/77–1672) handelt. Die Argumente hat Weigum 1969 verstärkt, indem er die Heutelia im Originaltext publiziert hat, mit Auflösung der Deckwörter und Erklärungen in Fußnoten sowie einem historisch-kritischen Kommentar. Seit der Identifizierung des wahrscheinlichen Autors Hans Franz Veiras wird Jakob Graviseth als Bearbeiter der deutschsprachigen Druckausgabe angenommen. Veiras, gebürtig von Payerne und französischer Muttersprachler, hätte die vielen mundartlichen Redewendungen und Späße der einheimischen Gesprächspartner nicht derart lautnah wiedergeben können.

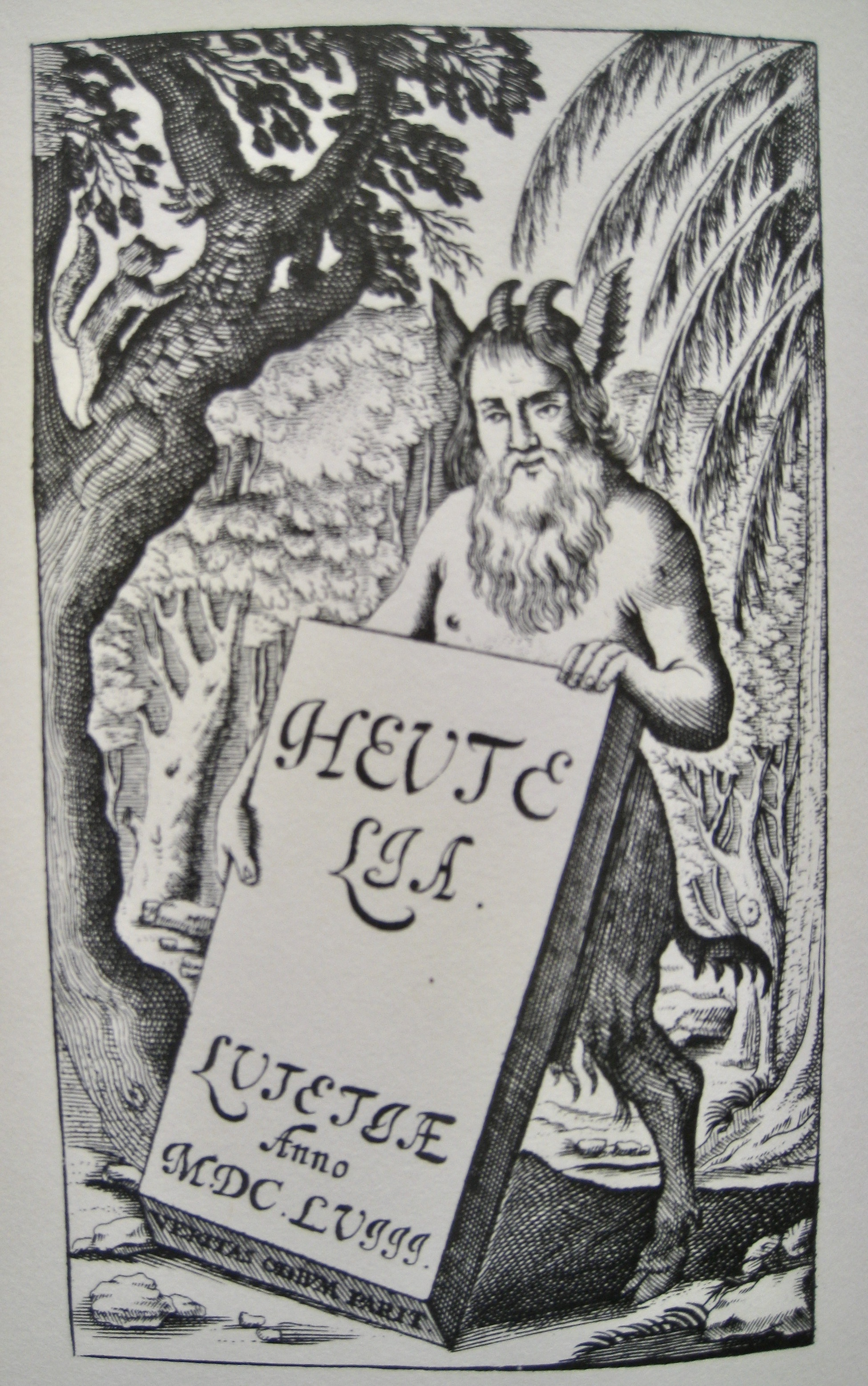
Heutelia 1658, Kupfertitel

## Sprache
Alemannisches Frühneuhochdeutsch in barocker Üppigkeit, spaßeshalber übertrieben, samt vielen lautlichen und orthographischen Besonderheiten.

## Zum Inhalt
Das Buch Heutelia ist eine gut beobachtete und scharfzüngige Beschreibung von Personen, Orten und Lebensumständen in der damaligen Schweiz. Begegnungen und Gespräche mit Einheimischen sind mit Witz und Satire gepfeffert und geben Einblick in die politischen, kirchlichen und gesellschaftlichen Zustände der Alten Eidgenossenschaft. Die Reise muss zu einem Teil im Jahr 1638 stattgefunden haben. Zum Schutz von Personen sind Orte und Namen von Gesprächspartnern mittels Anagramm unter Decknamen versteckt, und die oft bissigen Äußerungen von Gewährspersonen sind spaßeshalber spitzfindig umschrieben, so dass das Werk zur Schlüsselliteratur gehört.
Hauptinhalt des Buches sind die Gespräche untereinander und unterwegs bei Begegnungen mit Einheimischen. Der Württemberger ist kritischer Fachmann für Fragen des Staats und des Rechts, der Verfasser für jene des religiös-kirchlichen Bereichs. Gemeinsam kritisiert wird das Papsttum, welches sich aus Gründen der Macht in unchristlicher Weise mit den Fürsten zum Absolutismus verbündet habe. Auch in der Ablehnung der Folter zeigt sich die beginnende Frühaufklärung, doch sind die Herrschaftsrechte des Adels unbestritten.
Die Heutelia gibt lebendigen Einblick in die politischen, religiösen und sozialen Zustände in den besuchten Gegenden, auch in lokale Eigenheiten von Landbau und Handwerk und vom Erbrecht bis zum Strafrecht. Sie ist eine reichhaltige Quelle für schweizergeschichtliche Forschungen. Auch der Wirrwarr von Münzen und ihre Manipulation durch die Obrigkeiten wird geschildert, was die soziale Gärung zeigt, die sich wenig später im Schweizer Bauernkrieg von 1653 entladen hat.

## Der Reisebericht
Einleitung: Gründe zur Flucht Richtung Eidgenossenschaft sind die Niederlage der protestantischen Heere bei Nördlingen 1634 und die darauf folgende zwangsweise Rekatholisierung von Süddeutschland. Aus der kriegszerstörten Pfalz und aus Süddeutschland geflohene Protestanten finden Aufnahme und tätige Hilfe in den reformierten Orten der Schweiz (§1–7).
In Schaffhausen trifft der Verfasser im Wirtshaus einen Württemberger, der in Basel Jurisprudenz studiert hat und nach Frankreich reisen will. Gemeinsam wollen sie die Reise durch die Schweiz unternehmen. Überall sind Wirte die ersten Gewährspersonen. Ein Wirt erklärt ihnen Politik und Verwaltung der Stadt. Sie besichtigen die Lateinschule, die Bibliothek und die Befestigung des Munots und diskutieren über Kirchengesang und über das fehlende Orgelspiel (§10–11 und §24–25). Der Württemberger berichtet über seine Erlebnisse in Basel und die dortigen politischen Verhältnisse (§17–23).
Unterwegs nach Zürich reisen sie am Rheinfall vorbei und besuchen das Kloster Rheinau, wo sie über den Ursprung und die konfessionellen Ursachen des Krieges diskutieren (§27–28).
In Zürich logieren sie im Wirtshaus Zum Schwert an der Rathausbrücke. Die Reisenden besuchen die Stadtbibliothek, die unter dem Motto Arte et Marte (Durch Wissenschaft und Waffen) 1629 gegründet worden ist als geistiges Arsenal in der Zeit der Konfessionskriege. Auch das Zeughaus wird besichtigt, und es wird an die Verschleppung der berühmten pfälzischen Bibliothek von Heidelberg nach Rom im Jahr 1623 erinnert. Sie besuchen die unionistisch gesinnten Kirchenmänner Johann Jakob Ulrich (Theologe, 1602) und Johann Jakob Breitinger (Antistes). Ein reformierter Gottesdienst nach Zürcher Liturgie gibt Anlass zum Vergleich protestantischer Gottesdienstformen (§29–32).
Im Wirtshaus treffen sie Sankt Galler Handelsleute mit ihren Familien, unterwegs zur Kur nach Baden. Es wird über die Tagsatzungen referiert, und die politischen Verhältnisse einzelner Orte werden verglichen, das vielfältige Rechtswesen, vom Erbrecht bis zur Todesstrafe, auch die Rechtsprechung am Reichskammergericht Speyer mit jener der Eidgenossenschaft. Die Anwendung der Folter wird getadelt (§33–45).
Von Baden aus reisen sie mit einem katholischen Priester Richtung Luzern weiter, der Briefe aus Bayern an den dortigen Gesandten des Papstes überbringt. Miteinander besuchen sie Königsfelden, wo Klöster und Zölibat Gesprächsthema sind (§48–54).
Im bernischen Aargau, in Brugg, werden die neuen Befestigungen besichtigt. Besucht wird hier der unionistisch gesinnte Pfarrer Johann Heinrich Hummel, und Gesprächsthema ist die humanistische Bildung und die Lateinschule. Man kommt an den herrschaftlichen Burgen Schenkenberg, Kastelen, Wildenstein und Wildegg vorbei. Weitere Gesprächsthemen sind die kirchlichen Differenzen in Taufe und Abendmahl, aber auch Jungfernschaft, Heiratsbräuche und Sonntagsheiligung, Dorf- und Waldfeste, Wirtshaus-Besuche, das Militärwesen und die Landesverwaltung (§55–68).

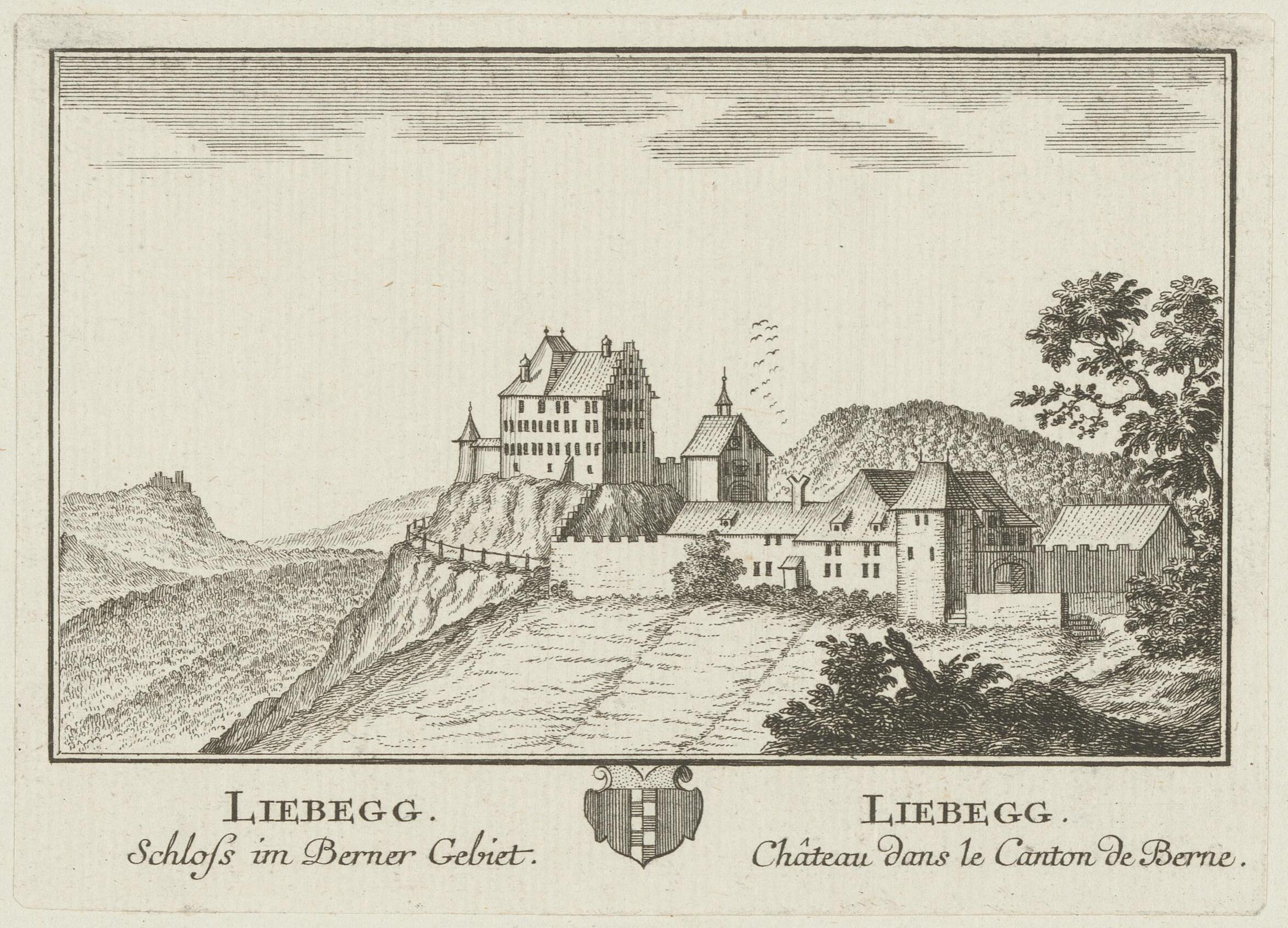
Schloss Liebegg

Unterwegs von Lenzburg nach Schloss Liebegg treffen sie auf die Jagdgesellschaft von Jakob von Graviseth, den sie von Heidelberg her kennen, dem Schloss und Herrschaft Liebegg gehören. Jakob von Graviseth (1598–1658) war seit 1624 Bürger Berns und verheiratet mit Salome von Erlach, Tochter des Berner Schultheißen, was zur Vermutung geführt hat, dass er Autor der Heutelia sei. Das Tischgespräch handelt über Jagd, Jagdrecht und Jagdhunde, über seine Fischteiche und über Graviseths Liebhaberei der Vogeljagd. Sogleich wird ein gutes Jagdgesetz entworfen. Man tauscht Neuigkeiten aus über den Krieg in der Pfalz und in Böhmen. Im Museum und in der Bibliothek besichtigt man Ornithologie- und Zoologiebücher und anschließend die Waffenkammer (§69–81).
Mit einem Fuhrmann, der Wein nach Beromünster bringt, reisen sie dorthin. Unterwegs sind Gesprächsthemen Aarau und sein Bach. Über das reiche Chorherrenstift Beromünster vernehmen sie, dass Luzern die Chorherren einsetze, Bern sie unterhalte und Zürich die besten Köchinnen schicke. Auch die Lebensverhältnisse der Landbevölkerung werden besprochen. Auffallend sind die vielen Zäune in der Landschaft, mit denen die Bauern ihre Güter eingrenzen, aber auch die herrschaftlichen Jagdrechte beeinträchtigen (§82–90). Die Münzverschlechterung Berns und Basels wird kritisiert (§99–103), und eine mögliche Verständigung zwischen Katholizismus und Reformation wird besprochen (§101–106).
In Luzern bezieht man ein teures Gasthaus, besichtigt die Kapellbrücke und deren Bilder. Der Wirt plaudert über die Regierungsform und über das Wirken der Jesuiten. Bei der Ankunft von Innerschweizern per Schiff wird über die demokratischen Regierungen der Inneren Orte gelästert, über Solddienste und das Pensionenwesen (§109–117).
Abreise nach Bern mit Postillon via Sursee und Huttwil. In Burgdorf besuchen sie Samuel Hortin, der seit 1637 hier Pfarrer ist und vorher als Bibliothekar in Bern die Bibliothek von Jacques Bongars katalogisiert hat (§118–120). Sie begegnen Engländern, die von einer Italienreise heimkehren. Man unterhält sich mit ihnen über England und dessen Religionskämpfe, über Italien und dessen Laster und vergleicht die weiblichen Freiheiten in Frankreich, England und Italien. Man erfährt vieles über Komödien, Bären- und Ochsenhatz, Hahnenkämpfe und Wetten. Besprochen wird auch die Jagd in England und die mangelnde Pferdezucht in der Eidgenossenschaft (§121–128).
In Bern logieren sie im Gasthaus Krone, besichtigen die Stadt und besuchen einen Gottesdienst mit schwachem Kirchengesang. Am Jakobstag, Sonntag, 25. Juli 1638, ist Wahltag des Berner Rats. Der Wirt erklärt die Vorgänge; dann besichtigen sie das Münster, erblicken die Schneeberge und bekommen Auskunft über die Bewohner des Oberlandes und ihrer Lebensumstände. Als Überbringer des Briefes von Hortin besuchen sie Pfarrer Christoph Lüthardt. Auch er ist unionistisch gesinnt und wird im Bauernkrieg zu vermitteln versuchen. Er zeigt ihnen seine Kunstkammer und führt sie in die Bibliothek. Sie erklären die neue Bibliotheca Bongarsiana als die zur Zeit schönste und beste in Heutelia, allerdings seien ihre Bücher staubiger als jene in Zürich, würden also seltener studiert (§129–137).
Nach einem zweiten Kirchenbesuch erhalten sie Auskunft über die behandelten Ratsgeschäfte. Es folgt eine Stadtbesichtigung, und man diskutiert die Existenz von Kinderehen und den Kinderreichtum, sieht Betrunkene auf den Gassen und hört Klagen über Zechereien und über den Mangel an Handwerk und Gewerbe, außer dem florierenden Weinhandel. Der Bärengraben (beim heutigen Bärenplatz) wird besichtigt sowie die hölzerne Christophorus-Figur am Christoffelturm. Man besucht die kriegsbedingten Arbeiten an der Stadtbefestigung und das Schützenhaus, das ebenfalls ein Ort des Zechens sei, sowie das Zeughaus, wo Geschütze gegossen werden, dann den Totentanz von Niklaus Manuel. Beim Nachtessen mit Adligen aus der Waadt werden Adelsfragen und Heiratspolitik besprochen. Der Wirt führt sie zum Rathaus, und sie begegnen Ratsherren, die hohes Ansehen genießen (§138–154).
Bei der Abreise nach Lausanne reisen sie Richtung Freiburg und diskutieren über Wald und Waldnutzung. In Freiburg werden Unterschiede des Lebenswandels und des Umgangs mit Frauen festgestellt. Themen sind hier neben der Regierungsform auch die Macht der Klöster. Sie besichtigen das Kollegium der Jesuiten und deren Bibliothek, die weniger staubig sei als jene Berns (§155–158).
Die Reise geht weiter nach Payerne, wo die Schlacht bei Murten erwähnt wird, und via Lucens und Moudon nach Lausanne. Gesprächsthemen sind hier die bernische Herrschaft und das Verhältnis zum Landadel der Waadt. Besichtigt wird das Gymnasium und das Lyceum. Von Morges aus wird anderntags im Segelkahn Genf erreicht. Ein mitreisender Kaufmann berichtet ihnen über die Stadtbefestigung und den Bau einer Kriegsflotte (§159–165).

## Ideengeschichtlicher Hintergrund
Der ungenannte Schreiber war kurpfälzischer Sekretär in dem zwei Mal zerstörten Heidelberg, ein Calvinist. In Schaffhausen findet er einen Lutheraner als Begleiter, einen Württemberger Juristen. Auch dieser ist aus seiner Heimat vor der gewaltsamen Rekatholisierung geflohen. Zeitweise reist ein katholischer Priester mit ihnen und in Bern treffen sie einen Engländer (Anglikaner). Mit dieser Konstellation gibt der Verfasser seine irenischen (konfessionell friedfertigen) Ansichten zu erkennen. Der Verfasser vertritt in dieser Krisenzeit die Einheit der reformierten Kirchen, propagiert eine protestantische Kirchenunion mit den lutherischen Kirchen und erstrebt als kühnen Ausblick einen kirchlichen Frieden zwischen Protestanten und Katholiken. Überall besuchen die Reisenden unionsfreundliche Geistliche und diskutieren die reformierten Liturgien.

## Ausgaben
Originalausgabe (Editio princeps et unica):
- Heutelia, das ist: Beschreibung einer Reiss, so zween Exulanten durch Heuteliam gethan, darinn verzeichnet, 1. Was sie denckwürdig gesehen und in obacht genommen, so wol in Geistlichen als Weltlichen, 2. Was sie für Discursen gehalten, 3. Was jhnen hin und wider begegnet. „Lutetiae“ [Ulm? ohne Druckername], 1658; 8°, 297 (richtig 295) S. und 1 Blatt, sowie 2 Blätter Clavis Heuteliae mit Liste von entschlüsselten Namen. (Heutelia, Das ist: Beschreibung einer Reisz, so zween Exulanten durch ... in der Google-Buchsuche, typographisches Titelblatt fehlt.)
- Hans Franz Veiras: Heutelia, hrsg. von Walter Weigum; Kösel-Verlag, München 1969; 428 S., ill. (Deutsche Barock-Literatur, hrsg. von Martin Bircher und Friedhelm Kemp), DNB 458503061.